# Ralph Edwards
Ralph Edwards (Merino, Colorado; 13 de junio de 1913 - Los Ángeles, California; 16 de noviembre de 2005) fue un presentador radiotelevisivo y productor estadounidense.

## Inicios
Su nombre completo era Ralph Livingstone Edwards, y nació en Merino, Colorado. Mientras estudiaba en la high school en Oakland, California, Edwards ya trabajaba para la emisora radiofónica KROW-AM. Tras su graduación en 1931, inició estudios en la Universidad de California en Berkeley, consiguiendo el Bachelor of Arts en Inglés en 1935. Mientras estudiaba allí, hizo diversos trabajos, desde conserje hasta productor de la emisora KTAB de Oakland. Incapaz de encontrar ocupación como profesor de high school, trabajó en la KFRC, yéndose más adelante a Nueva York en busca de oportunidades.
Tras algunos trabajos a tiempo parcial como locutor, en 1938 le llegó su gran oportunidad en la emisora de Columbia Broadcasting System WABC (actual WCBS-AM), en la cual colaboró con otros dos jóvenes locutores, Mel Allen y Andre Baruch, futuras personalidades del medio.  
Tras unos pocos años en la profesión, Edwards se reafirmó como un locutor de fama nacional. Fue Edwards el que presentó Major Bowes todas las semanas en Original Amateur Hour y a Fred Allen en Town Hall Tonight. Edwards perfeccionó una técnica de expresión, "risa en la voz ", que le sirvió para ser contratado por 20th Century Fox para narrar los traileres de las películas de el Gordo y el Flaco.
Edwards fue el segundo presentador del programa radiofónico de la NBC dedicado a talentos infantiles The Horn and Hardart Children's Hour. Además actuó en películas como Radio Stars On Parade, con Wally Brown y Alan Carney, o I'll Cry Tomorrow, con Susan Hayward.

## Truth or Consequences

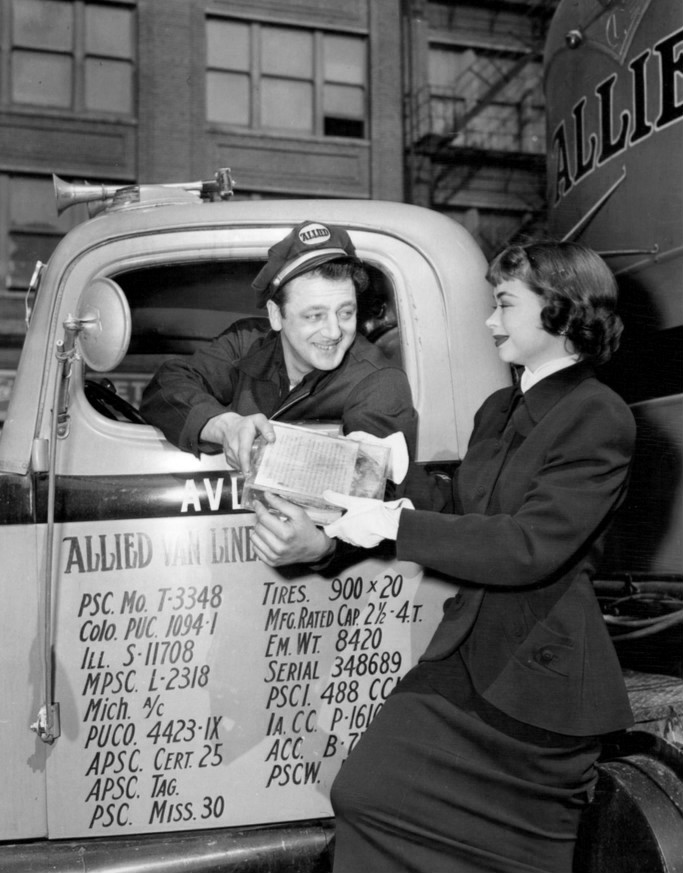
Foto de la actriz Buff Cobb como parte de un truco para el programa de radio Truth or Consequences.

En 1940 Edwards creó el concurso Truth or Consequences, emitido a lo largo de 38 años por la radio y la televisión, y en el cual los concursantes debían hacer algunos ejercicios ridículos a cambio de unos premios. 
El show se producía originalmente en Nueva York (con Allen como locutor), pero después se trasladó a Los Ángeles. En un principio fue producido para la televisión por la CBS, y después pasó a la NBC. 
La población Truth or Consequences, en Nuevo México, recibe su nombre por el concurso de Edwards. El presentador había prometido retransmitir el show desde la primera ciudad que utilizara el nombre del programa. Así, a partir de 1950 fue a dicha población todos los primeros fines de semana de mayo a lo largo de los siguientes cincuenta años.

## Otros trabajos
Edwards produjo docenas de concursos, entre ellos About Faces,  Knockout, Place the Face, It Could Be You,  Name That Tune (versión de los años setenta) y  The Cross-Wits. En 1981, junto a Stu Billett, fue el productor ejecutivo de The People's Court, el primer programa de su tipo. En 1996, también con Stu Billett, produjo Bzzz!. 
El programa por el cual Edwards es probablemente más recordado es This Is Your Life, producido y presentado por él, y en el que cada semana sorprendía a una persona (usualmente una celebridad, aunque no siempre) repasando su vida personal y profesional.
Edwards pulió la carrera de otro presentador de concursos, su protegido Bob Barker. La versión televisiva de Truth or Consequences contaba con Edwards, Jack Bailey y Stephen Dunne en las décadas de 1940 y 1950. Cuando el show volvió para hacer nuevas emisiones con la NBC a partir de finales de 1956, Edwards contrató a Barker, un popular presentador radiotelevisivo de la Costa oeste. Barker presentó Truth con la NBC hasta 1965, y en redifusión hasta 1975.

## Fallecimiento
Ralph Edwards falleció en 2005 en Los Ángeles, California, a causa de un fallo cardiaco. Fue enterrado en el Cementerio Forest Lawn Memorial Park de Glendale, California.
Por su contribución a la industria radiofónica y televisiva, Ralph Edwards tiene dos estrellas en el Paseo de la Fama de Hollywood, una en el 6116 de Hollywood Boulevard (radio), y otra en el 6262 de la misma vía (televisión).